# Liste vom Aussterben bedrohter Arten der Schweiz
In der Liste der vom Aussterben bedrohten Arten der Schweiz sollen die von der IUCN in der Roten Liste gefährdeter Arten als „vom Aussterben bedroht“ (Critically Endangered) eingestuften Tier- und Pflanzenarten dargestellt werden. Quelle ist die Rote Liste gefährdeter Arten der IUCN mit Stand vom 23. Dezember 2021.
| Artname                           | Lateinischer Name       | Bild |
| --------------------------------- | ----------------------- | ---- |
| Europäischer Aal                  | Anguilla anguilla       |      |
| Schlauchpilz                      | Buellia asterella       |      |
| Feldhamster, Europäischer Hamster | Cricetus cricetus       |      |
| Fruchtbares Schlafmoos            | Hypnum fertile          |      |
| Alpen-Hammerhornschwebfliege      | Ischyroptera bipilosa   |      |
| Europäischer Nerz                 | Mustela lutreola        |      |
| Dünnschnabel-Brachvogel           | Numenius tenuirostris   |      |
| Schwebfliege                      | Platycheirus altomontis |      |
| Lebermoos                         | Scapania scapanioides   |      |
| Spalthütchenmoos                  | Schistidium spinosum    |      |
| Steppenkiebitz                    | Vanellus gregarius      |      |
| Rhone-Streber                     | Zingel asper            |      |